# Veld
Veld, tudi veldt (/vɛlt/ ali /fɛlt/), je vrsta široke odprte ravninske krajine v Južni Afriki, ravno območje je pokrito s travo ali nizkim grmičevjem, zlasti v državah Republika Južna Afrika, Lesoto, Esvatini, Zimbabve, Bocvana in Namibija. Poseben status ima subtropski gozd ekoregije Južne Afrike, ki ga je uradno opredelil Svetovni sklad za naravo kot bushveld (grmičasti ali nizki veld). Drevesa najdemo le v redkih krajih, pozeba, požari in paša živali omogočajo rast trave, preprečujejo pa rast dreves.

## Etimologija
Beseda veld (nizozemska izgovarjava [fɛlt]) izhaja iz afrikanske besede za polje.
Etimološki izvor besede je starejša nizozemska beseda veldt, ki so jo pri črkovanju v 19. stoletju v nizozemščini poenostavili v veld v desetletjih pred prvo navedbo v afrikanskem slovarju. Dodatna črka "t" nakazuje angleško zmedo pri že zastareli nizozemski uporabi; to ni nikoli bila afrikanska oblika.

## Podnebje
Podnebje v veldu je zelo spremenljivo, vendar je njegov splošni vzorec mila zima, od maja do septembra, in vroče ali zelo vroče poletje od novembra do marca z zmernimi ali precejšnjimi razlikami v dnevnih temperaturah in obilico sonca. Padavine so večinoma v poletnih mesecih kot zelo močne nevihte.
V večini južnoafriškega Visokega Velda (Highveld) je povprečna letna količina padavin med 380 in 760 mm, zmanjšana na približno 250 mm v bližini zahodne meje,  v nekaterih delih Lesotskega višavja se poveča na skoraj 1000 mm, južnoafriški Nizki Veld (Lowveld) prejme več padavin kot visoki veld. Temperatura je tesno povezana z nadmorsko višino. Na splošno so povprečne julijske (zimske) temperature med 7 °C v Lesotskem višavju in 16 °C v nizkem veldu. Januarske (poletne) temperature se gibljejo med 18 °C in 27 °C.
V Zimbabveju so padavine v povprečju okoli 760–900 mm v visokem veldu in manj kot 150 mm v najnižjih predelih nizkega velda. Temperature so nekoliko višje kot v Južni Afriki.
V celotnem veldu so sezonske in letne spremembe povprečnih količin padavin do 40 odstotkov. Škodljiva suša vpliva najmanj na polovici površine približno enkrat v treh ali štirih letih; zelo se tudi zmanjša število rastlin in živali.

## Opredelitev pojma
Veld lahko primerjamo z avstralskim izrazom outback ali s prerijo v Severni Ameriki, pampo v nižinah Južne Amerike ali stepo v Srednji Aziji.
Najenostavnejša razlaga za besedo veld je 'naravno rastlinje' brez močvirja in gozdov, ne vključuje gora z rastlinstvom, puščav ali gora brez naravnega rastlinja.
Veld so različna naravna okolja, vlažna in suha, obalne ravnice, obalne prerije, poplavni travniki in savane, travniki, prerije, stepe, pa tudi kmetijska območja in območja z grmičevjem. Območje se imenuje bosveld za bushveld, kar je ohlapna botanična razvrstitev in poseben geografski del tega, za kar se uporablja Transvaal, kot je opisano  v zgodbi Percyja FitzPatricka z naslovom Jock of the bushveld.

### Drugi pomeni besede veld
- Beseda renosterveld – 'nosorogovo polje' se uporablja za enega glavnih vegetacijskih tipov na cvetličnem območju rtov;
- za negovano športno igrišče, na katerem se igra ragbi sredi mesta, kot sta Cape Town in Johannesburg, se v afrikanščini uporablja beseda "rugbyveld";
- beseda "veld" ima tudi vojaški pomen. Vojska uporablja čin feldmaršal (nemško Generalfeldmarschall, rusko генерал-фельдмаршал), ki je najvišji čin v kopenski vojski ali letalstvu (predpona feld pomeni /bojno/polje).

### Visoki Veld (Highveld) in Nizki Veld (Lowveld)

#### Visoki Veld
Velik del notranjosti Južne Afrike je visoka planota, višja od 1500 do 2100 m, na kateri so znani Visoki Veldi, ki se začnejo na robu Zmajevega gorovja, 220 km vzhodno od Johannesburga, in so nagnjeni postopoma navzdol na zahod in jugozahod, pa tudi na sever, čez bushveld do reke Limpopo. Za ta višja, hladna območja (na splošno več kot 1500 m nad morjem) so značilni raven ali rahlo valovit teren, prostrani travniki in spremenljivo tropsko ali subtropsko podnebje. Na vzhodu mejo visokega Velda zaznamuje Veliki rob ali mpumalanško Zmajevo gorovje, v drugi smeri pa meja ni očitna. Antilopa vrste Damaliscus pygargus phillipsi in vrsta konja Equus quagga quagga sta nekoč množično naseljevala Visoki Veld. Danes živi na nekaterih območjih veliko skokonogih gazel, čeprav je velik del območja namenjen za komercialno gojenje, tu je tudi provinca Gauteng, največje somestje Južne Afrike.

#### Nizki Veld
Nižine pod okoli 500 m nadmorske višine ob severni meji Južne Afrike z Bocvano in Zimbabvejem, kjer 180 milijonov let stara riftna dolina prereže osrednjo planoto Južne Afrike in lokalno poruši Veliki rob, so znane kot Nizki Veld. Reki Limpopo in Save tečeta z osrednjega afriškega višavja čez Nizki Veld v Indijski ocean na vzhodu. Limpopojski Nizki Veld se razteza proti jugu, vzhodno od roba Zmajevega gorovja, skozi provinco Mpumalanga in na koncu v vzhodni Esvatini. Ta južni del Nizkega Velda je omejen z mejo med Južno Afriko in Mozambikom na vzhodu in severovzhodu ter Zmajevim gorovjem na zahodu. To območje je na splošno bolj vroče in manj močno obdelano kot Visoki Veld.

### Trnasti veld
Thornveld ali trnasti veld, včasih imenovan tudi akacijev trnasti veld, je vrsta polsušnih savan v travinju, v katerem prevladujejo trnova akacija in nekatere druge vrste bodičastega grmovja. V ravnicah ali hribovitih predelih tega velda prevladujejo različne rastlinske vrste, rastline rodu Balanites pa so skupne. Nekatere značilne vrste v trnastem veldu so:
- trave: trave, ki pripadajo vrsti iz rodu Themeda in Hyparrhenia;
- drevesa in grmičevje: rod akacija (Acacia) in octovec (Rhus): kot Senegalia caffra, Acacia sieberiana in Rhus pentheri in druge vrste, kot so Ziziphus mucronata, Ehretia rigida in Cussonia spicata.

### Peščeni  in kamniti veld
Peščeni veld je vrsta suhega velda s peščenimi tlemi, značilen za nekatera območja v južnoafriški regiji. Sicer vpije vso vodo sezonskega deževja, predvsem sezonsko pa lahko naletimo tudi na vodne habitate. Tu uspevajo samo nekatere odporne rastlinske vrste, zlasti trave v šopih in nekatere vrste dreves in grmovnic. Rastline peščenega velda imajo poseben vzorec rasti, redko pokrivajo celoten teren, izstopajo zaplate peščenih tal, izpostavljene na površini. Nekatere značilne vrste so Acacia haematoxylon, A. luederitzii, Boscia albitrunca, Terminalia sericea, Lonchocarpus nelsii, Bauhinia petersiana in Baphia massiliensis.
Kamniti veld je izraz, ki se uporablja za nekatera območja kamnitih tal v Bocvani, ki so predvsem v vzhodnem delu države. Pokrajina je valovita z raztresenimi skalnatimi hribi. Območja kamnitega velda so tudi v Južni Afriki v goratem osrednjem Kamiesu na Severnem rtu s hribovitimi brežinami in globokimi rečnimi dolinami. Tla v kamnitem veldu so značilni skalnati izdanki, je tudi izobilje kamna in kamenčkov različnih oblik in velikosti.
Rastlinstvo je značilno za skalnate savane z gostejšim rastjem in z manj ogoljenimi zaplatami kot v peščenem veldu, pa tudi višjimi drevesi. Zato je tu večja pestrost vrst, kot so Peltophorum africanum, Acacia nigrescens, A. tortilis, Combretum apiculatum in Colophospermum mopane.